# Rhodamnia arenaria
Rhodamnia arenaria är en myrtenväxtart som beskrevs av Neil Snow. Rhodamnia arenaria ingår i släktet Rhodamnia och familjen myrtenväxter. Inga underarter finns listade i Catalogue of Life.